# Aberrazioni ottiche dell'occhio
L'occhio, come qualsiasi altro sistema ottico, soffre di una serie di aberrazioni ottiche. La qualità ottica dell'occhio è limitata dalle aberrazioni ottiche, dalla diffrazione e dalla dispersione. La correzione degli errori refrattivi sferocilindrici è possibile da quasi due secoli grazie allo sviluppo da parte di Airy di metodi per misurare e correggere l'astigmatismo oculare. Solo di recente diventerà possibile misurare le aberrazioni dell'occhio e con l'avvento della chirurgia refrattiva è possibile correggere alcuni tipi di astigmatismo irregolare.
La comparsa di disturbi visivi quali aloni, abbagliamenti e diplopia monoculare dopo un intervento di chirurgia refrattiva corneale è stata correlata all'induzione di aberrazioni ottiche. Diversi meccanismi possono spiegare l'aumento della quantità di aberrazioni di ordine superiore con le procedure refrattive laser ad eccimeri convenzionali: un cambiamento nella forma della cornea verso l'oblatezza o la prolatezza (rispettivamente dopo ablazioni miopiche e ipermetropiche), dimensioni insufficienti della zona ottica e centratura imperfetta. Questi effetti negativi sono particolarmente evidenti quando la pupilla è dilatata.

## Approccio con i fronti d'onda per le aberrazioni dell'occhio

I fronti d'onda piatti cambiano in fronti d'onda sferici quando passano attraverso un foro stenopeico

Un fronte d'onda è una superficie sulla quale una perturbazione ottica ha una fase costante. Raggi e fronti d'onda sono due approcci reciprocamente complementari alla propagazione della luce. I fronti d'onda sono sempre normali (perpendicolari) ai raggi.
Affinché la luce converga in un punto perfetto, il fronte d'onda che emerge dal sistema ottico deve essere una sfera perfetta centrata sul punto immagine. La distanza in micrometri tra il fronte d'onda effettivo e quello ideale è l'aberrazione del fronte d'onda, che è il metodo standard per mostrare le aberrazioni dell'occhio. Pertanto, le aberrazioni dell'occhio sono la differenza tra due superfici: il fronte d'onda ideale e quello reale.

## Aberrazione negli occhi normali
Nella popolazione normale le aberrazioni dominanti sono i normali errori di messa a fuoco sferocilindrici di secondo ordine, chiamati errori di rifrazione . Le aberrazioni di ordine superiore sono una componente relativamente piccola, comprendendo circa il 10% delle aberrazioni totali dell'occhio. Le aberrazioni di ordine elevato aumentano con l'età e si verifica una simmetria speculare tra l'occhio destro e quello sinistro.
Numerosi studi hanno evidenziato un fenomeno di compensazione tra le aberrazioni della cornea e quelle del cristallino. In particolare, l'aberrazione sferica della cornea tende a essere positiva, mentre nel cristallino giovane è generalmente negativa, contribuendo così a un equilibrio ottico. Inoltre, esistono solide evidenze di compensazione tra le aberrazioni corneali e quelle intraoculari, specialmente nei casi di astigmatismo (orizzontale o verticale) e coma orizzontale. Questo bilanciamento rappresenta un esempio significativo di interazione tra due sistemi ottici accoppiati, finalizzato a ottimizzare la qualità visiva.
La risposta accomodativa dell'occhio determina modifiche nella forma del cristallino e influenza sostanzialmente il modello di aberrazione del fronte d'onda. La maggior parte degli occhi mostra un'aberrazione sferica positiva quando non accomodata con una tendenza verso un'aberrazione sferica negativa durante l'accomodazione.

## Aberrazioni di basso ordine
Le aberrazioni di basso ordine includono la miopia (sfocatura positiva), l'ipermetropia (sfocatura negativa) e l'astigmatismo regolare . Altre aberrazioni di ordine inferiore sono aberrazioni non significative dal punto di vista visivo, note come aberrazioni di primo ordine, come i prismi e le aberrazioni di ordine zero (pistone). Le aberrazioni di basso ordine rappresentano circa il 90% dell'aberrazione complessiva delle onde nell'occhio.

## Aberrazioni di ordine elevato

Aberrazione sferica. Una lente perfetta (in alto) focalizza tutti i raggi in arrivo su un punto dell'asse ottico. Nell'aberrazione sferica (in basso) i raggi periferici sono focalizzati più strettamente rispetto ai raggi centrali.

Esistono numerose aberrazioni di ordine superiore, tra cui solo l'aberrazione sferica, il coma e il trifoglio sono di interesse clinico.
Aberrazione sferica è un termine usato in ambito clinico per indicare le aberrazioni sferiche di quarto ordine. Questo termine non deve essere confuso con i polinomi di Zernike sferici, che sono semplicemente polinomi di Zernike con grado azimutale pari a zero; infatti, si può matematicamente descrivere la sfocatura, un'aberrazione di ordine inferiore (secondo), come un'aberrazione sferica di secondo ordine. In questo contesto clinico, tuttavia, l'aberrazione sferica si riferisce alle aberrazioni sferiche di quarto ordine. L'aberrazione sferica è la causa della miopia notturna e solitamente aumenta dopo LASIK miopica e ablazione superficiale. Ciò provoca aloni attorno alle immagini puntiformi. L'aberrazione sferica aggrava la miopia in condizioni di scarsa illuminazione (miopia notturna). In condizioni di maggiore luminosità, la pupilla si restringe, bloccando i raggi più periferici e riducendo al minimo l'effetto dell'aberrazione sferica. Man mano che la pupilla si dilata, più raggi periferici entrano nell'occhio e la messa a fuoco si sposta anteriormente, rendendo il paziente leggermente più miope in condizioni di scarsa illuminazione. L'effetto dell'aberrazione sferica (un'aberrazione di quarto ordine) aumenta con la quarta potenza del diametro della pupilla. Raddoppiando il diametro della pupilla si aumenta la componente di aberrazione sferica di un fattore 16. Pertanto, una piccola variazione nelle dimensioni della pupilla può causare una variazione significativa nell'aberrazione sferica. Questa possibilità dovrebbe essere presa in considerazione nei pazienti che presentano una vista fluttuante nonostante la corretta guarigione della cornea in seguito a un intervento chirurgico cheratorefrattivo.
Il coma (un'aberrazione di terzo ordine) è comune nei pazienti sottoposti a innesti corneali decentrati, cheratocono e ablazioni laser decentrate.
Il trifoglio (un'aberrazione di terzo ordine) produce una minore degradazione della qualità dell'immagine rispetto al coma di simile magnitudine RMS.
In generale, è stato riportato che l'aumento dell'aberrazione complessiva delle onde con le dimensioni della pupilla arriva a circa la seconda potenza del raggio della pupilla. Ciò è dovuto al fatto che la maggior parte delle aberrazioni delle onde è dovuta ad aberrazioni di secondo ordine, che hanno una dipendenza dal raggio quadrato.

## Valutazione ed espressione quantitativa delle aberrazioni oculari

### Valutazione

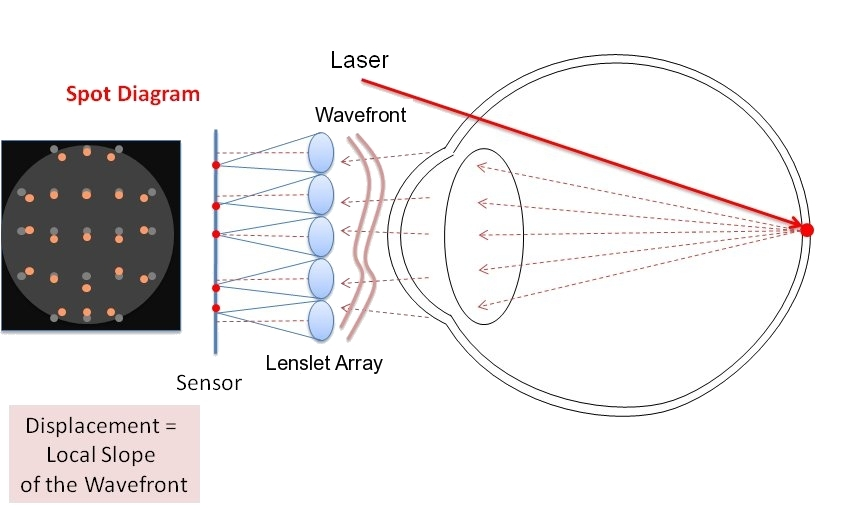
Illustrazione del sistema Shack-Hartmann

Sono state descritte numerose tecniche per misurare le aberrazioni dell'occhio. La tecnica più comune è l'aberrometria di Shack-Hartmann. Altri metodi includono i sistemi Tscherning, il ray tracing e i metodi di Skiascopy.

### Espressione quantitativa

#### RMS
I confronti quantitativi tra diversi occhi e condizioni vengono solitamente effettuati utilizzando il valore efficace (root mean square RMS). Per misurare l'RMS per ciascun tipo di aberrazione è necessario elevare al quadrato la differenza tra l'aberrazione e il valore medio e calcolarne la media sull'intera area pupillare. Diversi tipi di aberrazioni possono avere lo stesso RMS nella pupilla ma avere effetti diversi sulla vista; pertanto, l'errore RMS non è correlato alla prestazione visiva. La maggior parte degli occhi ha valori RMS totali inferiori a 0,3 micron.

#### Polinomi di Zernike
Il metodo più comune per classificare le forme delle mappe di aberrazione è considerare ciascuna mappa come la somma di forme fondamentali o funzioni di base. Un insieme popolare di funzioni di base sono i polinomi di Zernike. Ogni aberrazione può avere un valore positivo o negativo e induce alterazioni prevedibili nella qualità dell'immagine. Poiché non vi è alcun limite al numero di termini che possono essere utilizzati dai polinomi di Zernike, gli scienziati della vista utilizzano i primi 15 polinomi, basandosi sul fatto che sono sufficienti per ottenere una descrizione altamente accurata delle aberrazioni più comuni riscontrate nell'occhio umano. Tra questi i coefficienti di Zernike più importanti che influenzano la qualità visiva sono il coma, l'aberrazione sferica e il trifoglio.
I polinomi di Zernike sono solitamente espressi in termini di coordinate polari (ρ,θ), dove ρ è la coordinata radiale e θ è l'angolo. Il vantaggio di esprimere le aberrazioni in termini di questi polinomi è dovuto al fatto che i polinomi sono indipendenti l'uno dall'altro. Per ogni polinomio il valore medio dell'aberrazione attraverso la pupilla è zero e il valore del coefficiente fornisce l'errore RMS per quella particolare aberrazione (vale a dire i coefficienti mostrano il contributo relativo di ogni modalità di Zernike all'errore totale del fronte d'onda nell'occhio). Questi polinomi presentano però lo svantaggio che i loro coefficienti sono validi solo per il diametro pupillare specifico per cui sono determinati.
In ogni polinomio di Zernike {\displaystyle Z_{n}^{m}}, il pedice n è l'ordine di aberrazione, tutti i polinomi di Zernike in cui n=3 sono detti aberrazioni di terzo ordine e tutti i polinomi con n=4, aberrazioni di quarto ordine e così via. {\displaystyle Z_{4}^{2}} E {\displaystyle Z_{4}^{-2}} vengono solitamente chiamati astigmatismo secondario e non devono creare confusione. L'apice m è chiamato frequenza angolare e denota il numero di volte in cui il modello del fronte d'onda si ripete.
Elenco delle modalità Zernike e dei loro nomi comuni:

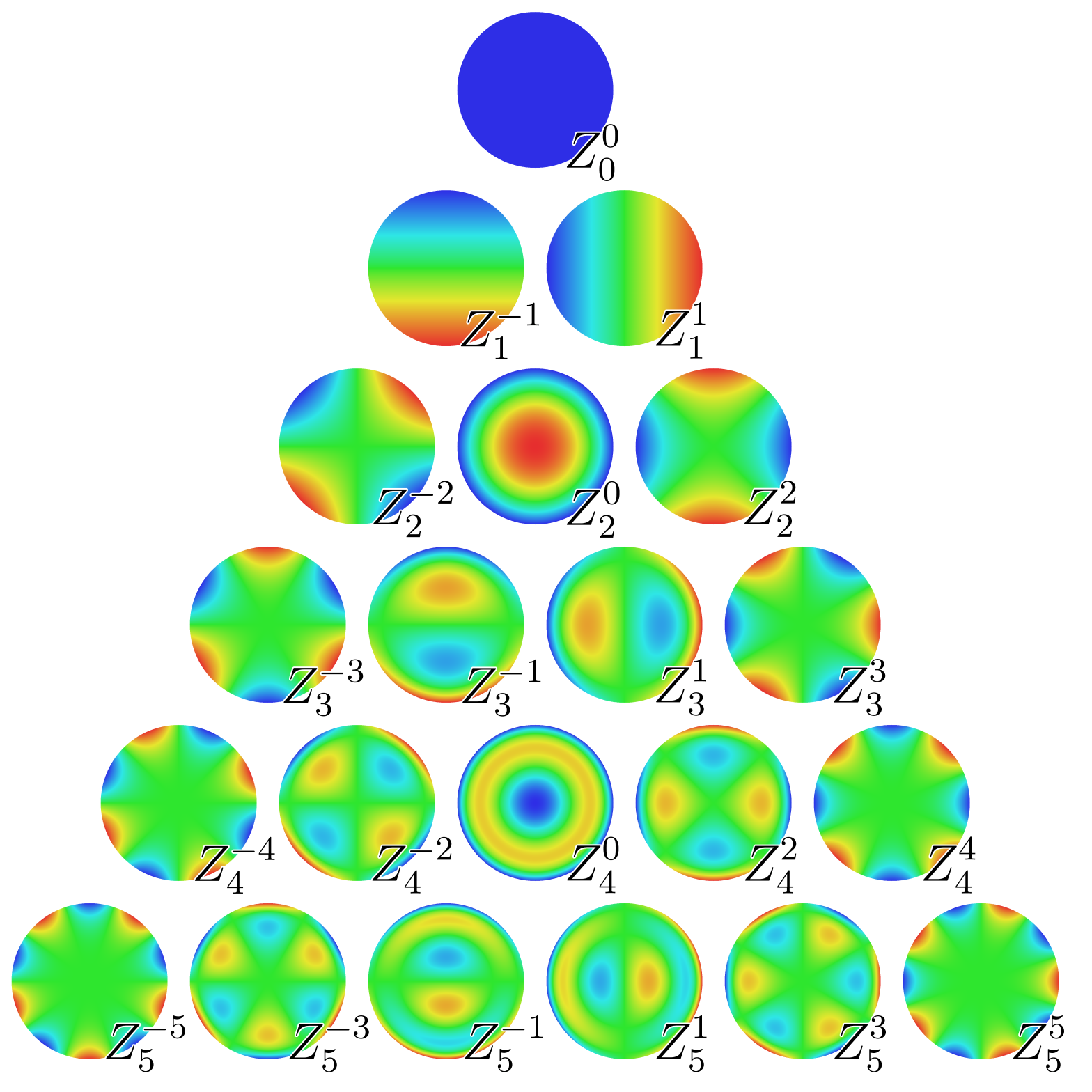
Grafici dei polinomi di Zernike nel disco unitario

| Zernike Term                                          | Name                    |
| ----------------------------------------------------- | ----------------------- |
| {\displaystyle Z_{0}^{0}}                             | Pistone                 |
| {\displaystyle Z_{1}^{1}}, {\displaystyle Z_{1}^{-1}} | Prisma                  |
| {\displaystyle Z_{2}^{0}}                             | Sfocatura               |
| {\displaystyle Z_{2}^{2}}, {\displaystyle Z_{2}^{-2}} | Astigmatismo            |
| {\displaystyle Z_{4}^{2}}, {\displaystyle Z_{4}^{-2}} | Astigmatismo Secondario |
| {\displaystyle Z_{4}^{0}}                             | Aberrazione sferica     |
| {\displaystyle Z_{3}^{1}},{\displaystyle Z_{3}^{-1}}  | Coma                    |
| {\displaystyle Z_{3}^{3}}, {\displaystyle Z_{3}^{-3}} | Trifoglio               |
| {\displaystyle Z_{4}^{4}}, {\displaystyle Z_{4}^{-4}} | Quadrifoglio            |

## Gestione
Le aberrazioni di basso ordine, come ipermetropia, miopia e astigmatismo regolare, possono essere corrette efficacemente tramite occhiali, lenti a contatto morbide o chirurgia refrattiva. Tuttavia, le aberrazioni di ordine elevato non vengono adeguatamente compensate né dagli occhiali né dalle lenti a contatto morbide, né dalla chirurgia cheratorefrattiva standard.
Quando un paziente presenta aberrazioni significative di ordine elevato, la soluzione più efficace per un’ottimale riabilitazione visiva è spesso rappresentata dall’uso di lenti a contatto rigide permeabili ai gas, in grado di migliorare la qualità ottica e ridurre le distorsioni visive.
I trattamenti laser corneali refrattivi guidati dal fronte d'onda personalizzato sono progettati per ridurre le aberrazioni preesistenti e minimizzare la formazione di nuove aberrazioni. Le mappe corneali possono essere trasferite a un sistema LASIK, consentendo al chirurgo di trattare specificamente le aberrazioni oculari. Tuttavia, affinché il trattamento sia efficace, è fondamentale un allineamento preciso tra la misurazione del fronte d'onda e la pupilla del paziente, generalmente garantito attraverso il rilevamento delle caratteristiche dell'iride. Per ottenere un risultato ottimale, il sistema deve includere un eye-tracker altamente efficiente e un laser di dimensioni ridotte.
La personalizzazione dell'ablazione basata sul fronte d’onda implica una maggiore profondità di ablazione, poiché è necessario rimuovere più tessuto corneale per compensare le aberrazioni di ordine elevato. Tuttavia, i risultati ottenuti con la LASIK guidata da Wavefront hanno dimostrato che, sebbene non sia possibile eliminare completamente le aberrazioni di ordine superiore (HOA), il loro incremento postoperatorio risulta inferiore rispetto a quello osservato con la LASIK convenzionale.
Dopo una cheratectomia fotorefrattiva (PRK), l'uso di una zona di ablazione più ampia e una zona di transizione contribuisce a generare aberrazioni ottiche meno pronunciate e più fisiologiche, rispetto ai trattamenti di prima generazione con zone di ablazione più piccole (5 mm) e prive di zona di transizione.
Attualmente, è in corso una revisione sistematica finalizzata a confrontare la sicurezza ed efficacia della chirurgia refrattiva con laser ad eccimeri guidata dal fronte d'onda rispetto alla chirurgia refrattiva convenzionale, con l'obiettivo di valutare le differenze nelle aberrazioni di ordine superiore residue tra le due tecniche.
Le lenti intraoculari asferiche (IOL) sono state utilizzate in clinica per compensare le aberrazioni sferiche positive della cornea. Sebbene le IOL asferiche possano garantire una migliore sensibilità al contrasto, è dubbio che abbiano un effetto benefico sull'acuità visiva da lontano. Le IOL convenzionali (non asferiche) garantiscono una migliore profondità di campo e una migliore visione da vicino. Il motivo per cui la profondità di messa a fuoco è migliorata negli obiettivi convenzionali è legato all'aberrazione sferica residua. Il piccolo miglioramento della profondità di messa a fuoco con le IOL convenzionali migliora la visione da vicino non corretta e contribuisce alla capacità di lettura.
Le lenti personalizzate Wavefront possono essere utilizzate negli occhiali. Sulla base della mappa topografica corneale e mediante l'uso del laser, viene modellata una lente per compensare le aberrazioni dell'occhio e poi inserita negli occhiali. Il laser ultravioletto può alterare l'indice di rifrazione dei materiali delle lenti a tenda come il polimero epossidico punto per punto per generare il profilo di rifrazione desiderato.
In teoria, le lenti a contatto personalizzate Wavefront possono correggere l'HOA. La rotazione e la decentralizzazione riducono la prevedibilità di questo metodo.